# Karl Schluch
Karl Alfred Schluch, född 25 oktober 1905 i Lauenburg in Pommern, var en tysk SS-Unterscharführer.

## Biografi
Schluch avlade sjuksköterskeexamen 1932 och inträdde i Nationalsocialistiska tyska arbetarepartiet (NSDAP) 1936. Schluch deltog 1940–1941 i Nazitysklands så kallade eutanasiprogram Aktion T4 i Grafeneck och Hadamar. Efter att eutanasiprogrammet avbrutits 1941 tjänstgjorde han i Ryssland för Organisation Todt.
I april 1942 stationerades Schluch i förintelselägret Bełżec, där han förberedde de ankommande judarna för gaskamrarna och övervakade massgasningar.
År 1963 ställdes Schluch inför rätta vid Bełżecrättegången men frikändes.